# Ingrida Šimonytė
Ingrida Šimonytė (AFI: ɪŋʲɡʲrʲɪˈdɐ ɕɪmoːˈnʲîːtʲeː; Vilnius, 15 novembre 1974) è un'economista e politica lituana, dal 2020 al 2024 Primo Ministro della Lituania. È stata ministro delle finanze dal 7 luglio 2009 al 13 dicembre 2012.

## Biografia
È nata a Vilnius, all'epoca nella Repubblica Socialista Sovietica Lituana.
È stata nominata ministro delle finanze il 7 luglio 2009 e ha condotto una politica economica di austerità durante la crisi finanziaria globale del 2009. Contro di lei sono state sollevate aspre critiche per i continui tagli agli stipendi pubblici e alle pensioni statali, ma i suoi sostenitori affermano che per gli effetti dei tagli l'economia è tornata a crescere. Il 13 dicembre 2012 ha lasciato l'incarico in favore di Rimantas Šadžius a seguito della sconfitta dei conservatori alle elezioni del 2012.
Nel 2013 è stata nominata vicepresidente del consiglio di amministrazione della Banca di Lituania. Parallelamente alle sue funzioni insegnava economia all'Istituto universitario di relazioni internazionali, scienze politiche all'Università di Vilnius e finanza pubblica presso l'ISM University of Management and Economics.
Si è dimessa il 31 ottobre 2016 per assumere le sue carica di membro della Seimas, eletta alle parlamentari del 2016, nel collegio elettorale di Antakalnis.
Il 4 novembre 2018 ha vinto le primarie dell'Unione della Patria - Democratici Cristiani di Lituania (con il 78,71% delle preferenze contro Vygaudas Ušackas) per le elezioni presidenziali lituane del 2019. Nella competizione elettorale, dopo essersi posizionata al primo posto nel primo turno del 12 maggio, è stata sconfitta dal candidato Gitanas Nausėda nel ballottaggio del 26 maggio.
È nota per le sue capacità nello sfruttare al meglio i media grazie al suo acuto senso dell'umorismo. È una sostenitrice dei diritti delle persone omosessuali. Ha molti seguaci tra i giovani, nelle città e tra gli elettori liberali.

## Vita privata
Oltre al lituano madrelingua, Šimonytė parla anche inglese, polacco e russo, nonché svedese a un livello di base. Nubile, non ha figli. Il buon soldato Sc'vèik, di Jaroslav Hašek, una satirica commedia nera che ha citato spesso pubblicamente durante la sua carriera politica, è il suo libro preferito.